# قاي شوارتز
قاي شوارتز (بالإنجليزية: Guy Schwartz)‏ هو صحفي الموسيقى وموزع وصحفي وسياسي أمريكي، ولد في 17 فبراير 1952 في نيوآرك في الولايات المتحدة.